# Szatanka czarna
Szatanka czarna, szatanka, czuprynek szataniec (Chiropotes satanas) – zagrożony wyginięciem gatunek ssaka naczelnego z podrodziny saki (Pitheciinae) w obrębie rodziny sakowatych (Pitheciidae).

## Taksonomia
Gatunek po raz pierwszy naukowo opisał w 1807 roku niemiecki przyrodnik Johann Centurius Hoffmannsegg, nadając mu nazwę Cebus satanas. Miejsce typowe to Cametá, w dolnym biegu rzeki Tocantins, w Pará, w Brazylii. Prawdopodobnym okazem typowym jest dorosły samiec opisany i zilustrowany przez Alexandra von Humboldta w 1811 roku; Philip Hershkovitz wyznaczył w 1985 roku lektotyp w postaci zamontowanej skóry z czaszką w środku ze zbiorów Muzeum Historii Naturalnej w Berlinie; okaz został zebrany w 1804 roku przez Friedricha Wilhelma Siebera.
Autorzy Illustrated Checklist of the Mammals of the World uznają ten takson za gatunek monotypowy.

### Etymologia
- Chiropotes: gr. χειρ kheir, χειρος kheiros „ręka”; ποτης potēs „pijący”, od πινω pinō „pić”[12].
- satanas: w judaizmie Szatan (gr. Σατανας Satanas) był jednym z aniołów, który zbuntował się przeciwko Bogu[13].

## Zasięg występowania
Szatanka czarna występuje w północnej Brazylii, na południe od dolnego biegu rzeki Amazonki, od rzeki Tocantins do wschodnich granic amazońskich lasów deszczowych w stanach Pará i Maranhão.

## Morfologia
Długość ciała (bez ogona) samic 34–39 cm, samców 38–42 cm, długość ogona samic 36–41 cm, samców 36–42 cm; masa ciała samic 2–3,5 kg, samców 2,5–4 kg. Sierść gęsta, szczególnie długa na ogonie, czarna, na grzbiecie może być czarnoruda. Twarz nieowłosiona, czarna.

## Ekologia
Występują w lasach tropikalnych, gdzie przebywają głównie w wysokich partiach koron drzew.
Sposób lokomocji saki określany jest jako nadrzewna czworonożność – przemieszczanie się po poziomo ułożonych gałęziach przy zaangażowaniu czterech kończyn. Rzadko skaczą, a jeszcze rzadziej się wspinają. Szatanki żyją w stadach złożonych z osobników obu płci. Stada liczą od 8 do 40 osobników. Charakterystyczny dla tego gatunku jest ogon, który jest chwytny u młodych do około drugiego miesiąca życia, a później traci tę zdolność. Małpy z rodziny sakowatych mają ogony niechwytne.
Inną, również charakterystyczną dla szatanek cechą jest reakcja na stres spowodowany pojawieniem się zagrożenia, przy obronie terytoriów lub towarzyszy. Dwa lub więcej osobników, najczęściej są to samce, przyciskają się do siebie, często się przy tym obejmując, wydając alarmujące, świergotliwe dźwięki. Trwa to około 20 sekund. Zachowania te obserwowano najczęściej pomiędzy dwoma samcami, rzadziej pomiędzy samcem i samicą, natomiast nie stwierdzono go pomiędzy dwiema samicami.

## Status i ochrona
W Czerwonej księdze gatunków zagrożonych Międzynarodowej Unii Ochrony Przyrody i Jej Zasobów został zaliczony do kategorii EN (ang. endangered ‘zagrożony’). Liczebność populacji tych małp gwałtownie spada w wyniku utraty siedlisk spowodowanej rozwojem rolnictwa oraz z powodu polowań.